# Вавилов Дол

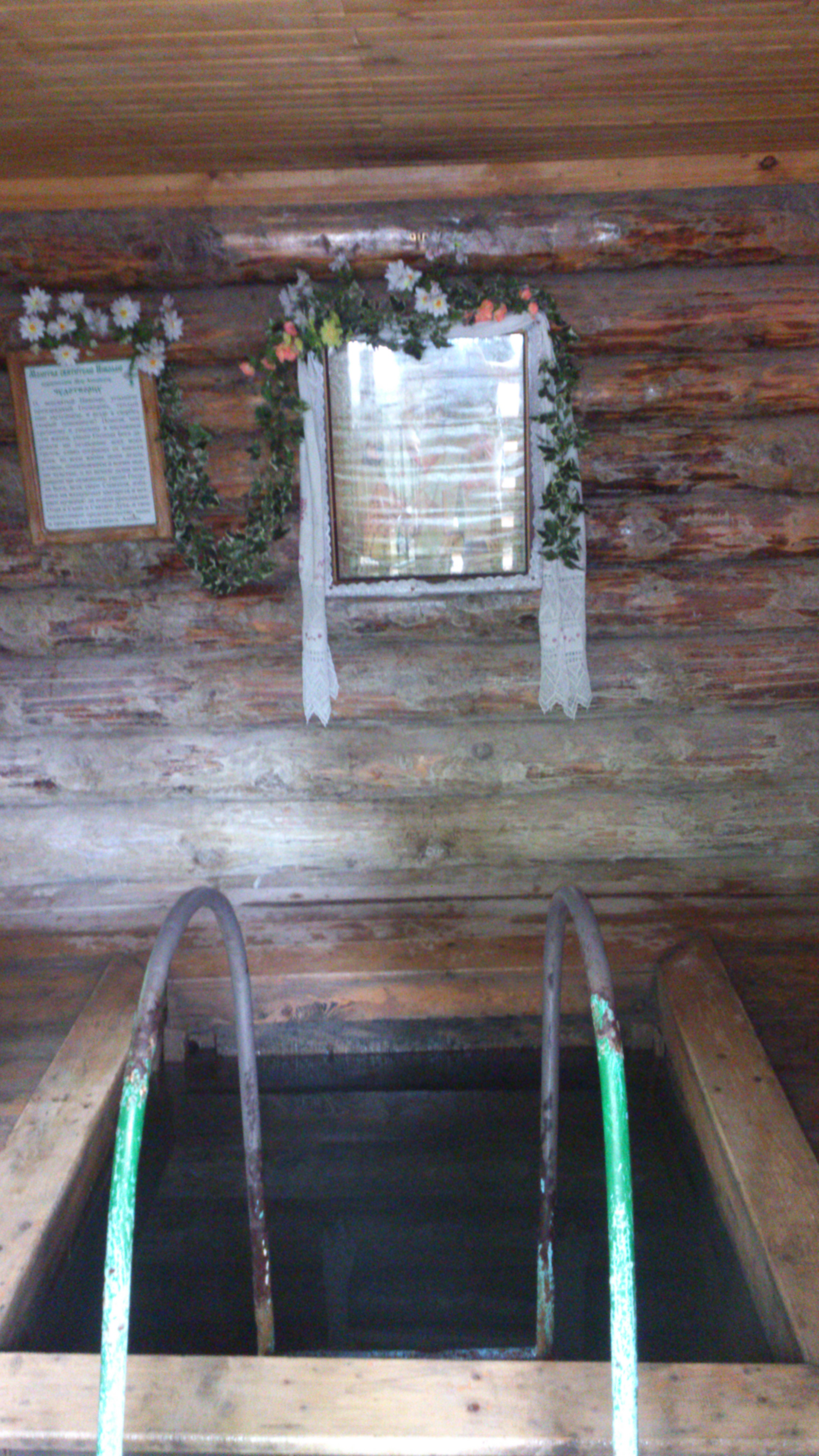
Купель

Вавилов Дол (местное название также Авилкин Дол) — овраг около села Щигры Ивантеевского района Саратовской области.

## История
По легенде, здесь в царствование Петра I в лесу по течению реки Большой Иргиз находился схрон атамана разбойников Вавилы. Разбойник был схвачен солдатами, ослеплён и брошен в горящем лесу умирать. Спасаясь от огня, слепец вышел к дикому оврагу, на место своих будущих духовных подвигов. Близ ручья Вавила вырыл пещеру и оставшуюся жизнь посвятил покаянию, плачу и молитвам. Прослышав об отшельнике, к нему начали приходить искатели строгой жизни. Пещер становилось всё больше, и монахи соединили их галереями. Так возник пещерный монастырь.
В 1914 году на одном из холмов у оврага была построена Никольская церковь. В 1929 году церковь и входы в пещерный монастырь взорвали, часть иноков и старцев расстреляли на месте. По утверждениям местных жителей, над могилой старца Вавилы неоднократно видели сияние, из-под земли слышали пение невидимого хора, звон колоколов. В стенах оврага якобы замечали щели, откуда струился свет и доносился запах ладана. Существует поверье, что подземный монастырь тайно действует до сих пор, но населяют его исключительно святые бессмертные монахи.

## Вавилов Дол сегодня
В настоящее время на месте бывшего монастыря построена часовня, оборудованы купель и колодец.